# (53550) 2000 BF19
Der Erdkreuzungsasteroid (53550) 2000 BF19 wurde am 28. Januar 2000 entdeckt. Sein Durchmesser beträgt zwischen 300 und 700 Meter. Er wird im Jahr 2022, 7 Jahre vor (99942) Apophis, die Erdbahn kreuzen. Das Kollisionsrisiko ist aber minimal.